# Palazzo Pandolfini
(Benedetto Varicensio)
Palazzo Pandolfini è uno dei più bei palazzi del tardo rinascimento a Firenze e si trova in via San Gallo 74, con affaccio su via Salvestrina ed entrata del giardino su via Cavour 79.

## Storia

### Prima del palazzo
Il palazzo fu il primo ad essere costruito in questa parte della città, considerata periferica e in parte ancora destinata all'uso agricolo, sede soprattutto di ospedali e istituzioni religiose.

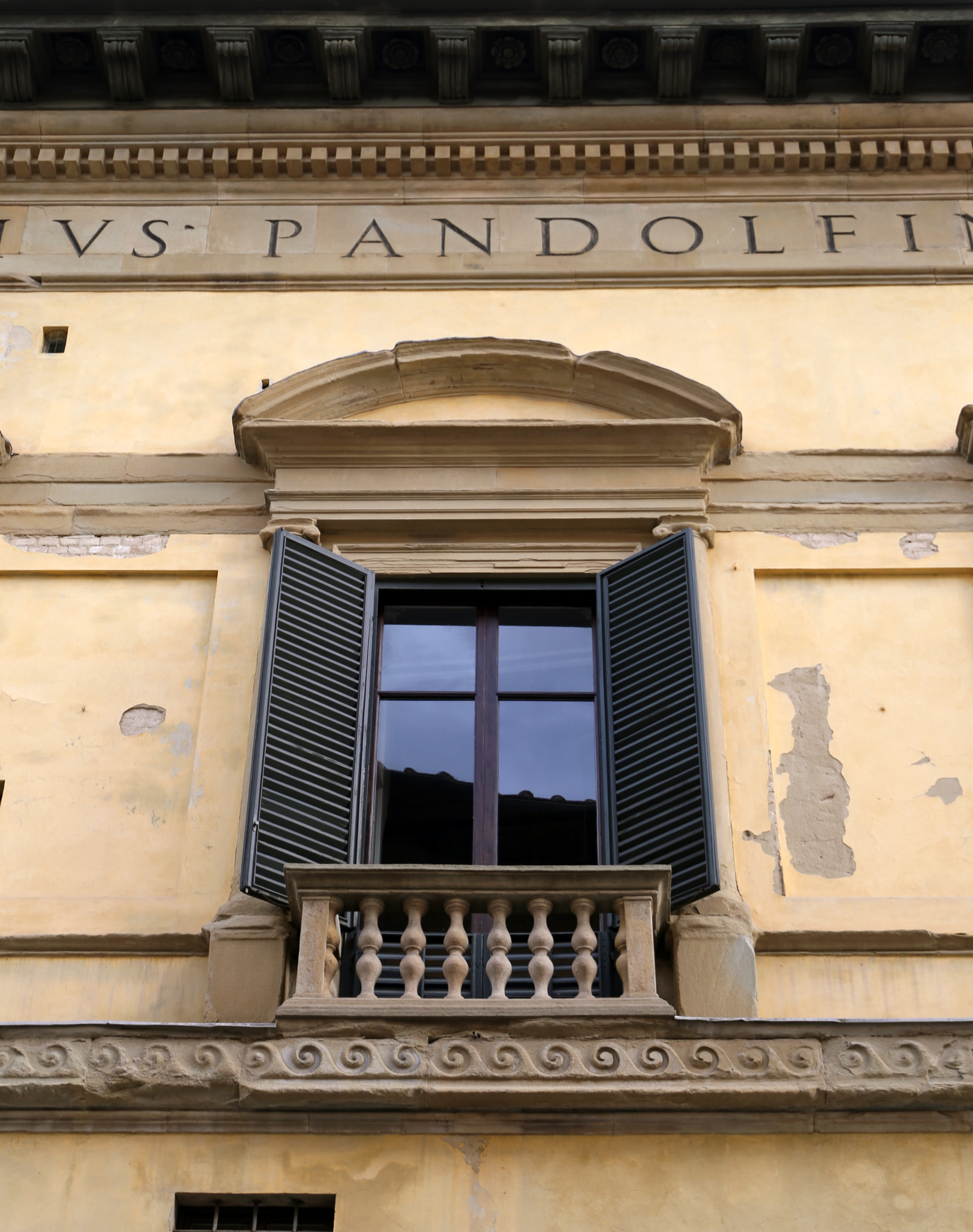
Finestra del primo piano

In quest'area esisteva infatti l'antico "Monastero di San Silvestro", abitato da monache benedettine dette "le Santucce", che nel 1443 era così in crisi da essere arrivato a contare una sola monaca, perciò i suoi beni erano stati incamerati dal vicino monastero di Sant'Agata. L'edificio era invece passato alla compagnia dell'arcangelo Raffaello e, dal 1447, ai frati di Montesenario. Questi ultimi, con contratto notarile del 24 gennaio 1494, lo affittarono in parte (una "casa con orto") al vescovo di Troia Giannozzo Pandolfini di origine fiorentina. Pandolfini aveva già ben determinata la volontà di costruirvi una nuova abitazione, tanto da farlo mettere per iscritto al notaio Ottaviano da Romena. Tuttavia, dopo la stipula del contratto, Giannozzo dichiarò di trovarsi in difficoltà economiche. Nel 1504 i frati sollecitarono Giannozzo affinché, come da contratto, aggiustasse a sue spese il ripristino del tetto della chiesa di San Silvestro, ma non ci fu nulla di fatto. Solo il 18 febbraio 1516 i lavori della chiesa sono quasi ultimati e si definiscono accordi sul progetto di costruzione.
Il contratto del 18 febbraio 1516 è un termine ante quem per l'inizio dei lavori, tuttavia non si conosce la data del progetto. se si potesse prendere per buona la notizia, priva di fonti, di Jodoco del Badia che, verso la fine del 1515, papa Leone X di passaggio a Firenze si era fermato a vedere la casa di Giannozzo in costruzione e nel suo breve  del febbraio 1520 a Giannozzo.

### Il progetto di Raffaello
Nel frattempo Raffaello Sanzio, secondo quanto riportato dal Vasari, fu incaricato di disegnare il progetto del palazzo (probabilmente tra il 1513 e il 1514). Sono documentati alcuni soggiorni di Giannozzo a Roma, divenuti più frequenti dal 1513, quando Leone X fu consacrato papa, ed è probabile che l'incontro fra Raffaello e Giannozzo e la stesura del progetto sia avvenuta fra il 1513 e il 1514, quando il pittore stava lavorando alle stanze e poi dall'aprile del 1514 alla fabbrica della basilica di San Pietro in Vaticano. 
Negli anni 1516 - 1517, mentre i lavori della costruzione del palazzo vanno avanti, Giannozzo vende la sua casa di via Pandolfini per 1500 fiorini probabilmente per fronteggiare le spese e in previsione di un suo trasferimento nella nuova costruzione; inoltre, sempre nello stesso anno ottiene dal papa una bulla dove viene definitivamente sancita l'affrancazione dei beni di via san Gallo. Nel 1517 il papa autorizza il vescovo di Troia ad acquistare la restante parte del convento. Il breve papale dell'11 febbraio del 1520 conferma la prova che a quella data la prima fase dei lavori è conclusa.
Il 30 ottobre dello stesso anno Giannozzo istituisce il diritto di primogenitura per la trasmissione ereditaria al nipote Pandolfo il palatium che, nella descrizione del notaio Gamberelli, risulta fornito di sale, camere, volte e logge. Alla morte di Raffaello i lavori furono seguiti esclusivamente dal suo assistente di fiducia Giovan Francesco da Sangallo.
Nell'atto di modifica della donazione del 22 ottobre 1524 il palazzo risulta già abitato da Giannozzo ed era arricchito dall'arredo architettonico e vi si trovavano preziose suppellettili e vasellame e d'oro e d'argento.
Fra le note spese inerenti al palazzo, c'è una ricevuta di pagamento datata 5 maggio 1528, da pagare a Giovan Francesco da Sangallo scudi 24 e lire 13. Un altro conto, registrato da Pandolfo il 24 luglio 1530, a favore di Giovanni da Settignano per lavori pertinenti la facciata di via San Gallo. A questa nota, emessa da Pandolfo, se ne aggiunge un'altra del 21 luglio del 1532 dove è indicato un pagamento «per fare finito il [palazzo] della banda dinanzi» .
Nel 1525 Giannozzo Pandolfini morì lasciando il palazzo in eredità al nipote Ferdinando (o Ferrando), che aveva ottenuto anche l'incarico di vescovo di Troia nel 1522.
Quando il Sangallo morì nel 1530 durante l'assedio di Firenze, i lavori subirono un arresto temporaneo, e ripresero in seguito con la nomina a capo-architetto del fratello Bastiano da Sangallo detto Aristotile. Fu probabilmente un'iniziativa di Ferdinando la decorazione del fregio del cornicione del palazzo con un'iscrizione dedicata a Leone X e Clemente VII, in segno di gratitudine per i tanti favori ottenuti dai due papi medicei per sé e per conto di suo zio. Il giardino ed il palazzo per esempio erano stati arricchiti con statue, fontane con giochi d'acqua, donati da Leone X. Vi erano coltivati inoltre una grande quantità di fiori e piante.
Ferdinando morì nel 1560 e il palazzo rimase in seguito di proprietà della famiglia, che lo possiede tutt'oggi.  "La rara nobiltà delle linee e delle proporzioni conferisce al piccolo edificio un'armonia ed una dignità architettonica tali, da farlo considerare come uno dei più perfetti esemplari del primo periodo del Rinascimento romano" (Chierici).

### Sei e Settecento

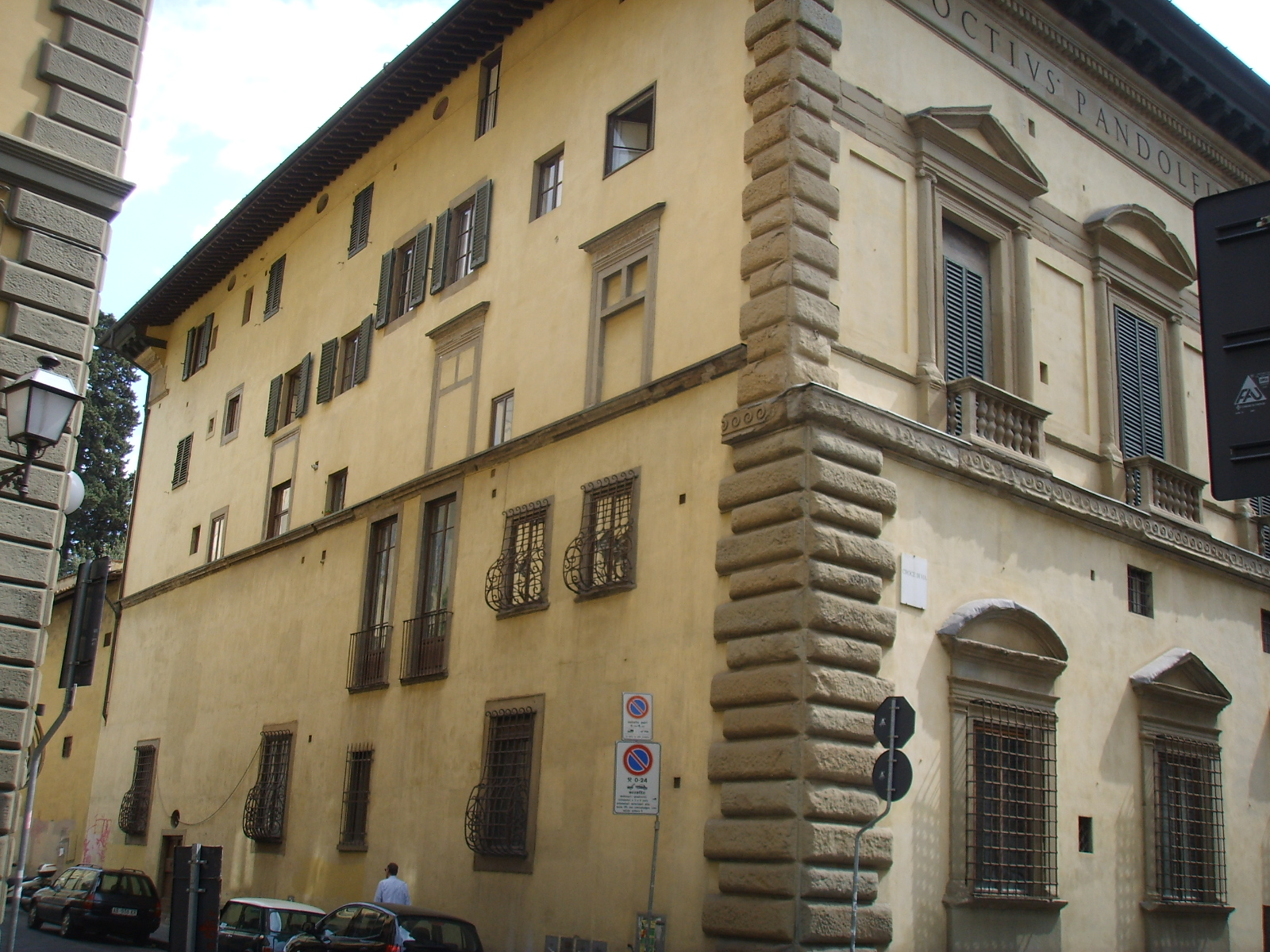
Veduta su via Salvestrina

Il palazzo ebbe in città una sua singolare notorietà come centro di cultura, oltre che ai tempi di Ferrante, anche con Filippo (1600 circa), Roberto (1750 circa) ed altri membri della famiglia.
Nel 1620 venne risistemato e allargato il giardino dal senatore Filippo Pandolfini, acquistando alcune proprietà confinanti.
Alla metà dell'Ottocento il cosiddetto "ramo del Palazzo" della famiglia Pandolfini si sarebbe estinto se Eleonora, figlia di Agnolo Pandolfini, non avesse adottato il nipote Alessio Hitrof. Fu lei a far sistemare il giardino secondo la moda romantica dell'epoca e a far costruire una serra per custodire in inverno le collezioni di piante ornamentali. Con lei il palazzo tornò ad ospitare artisti e letterati come nel Rinascimento.

### Dall'Ottocento a oggi

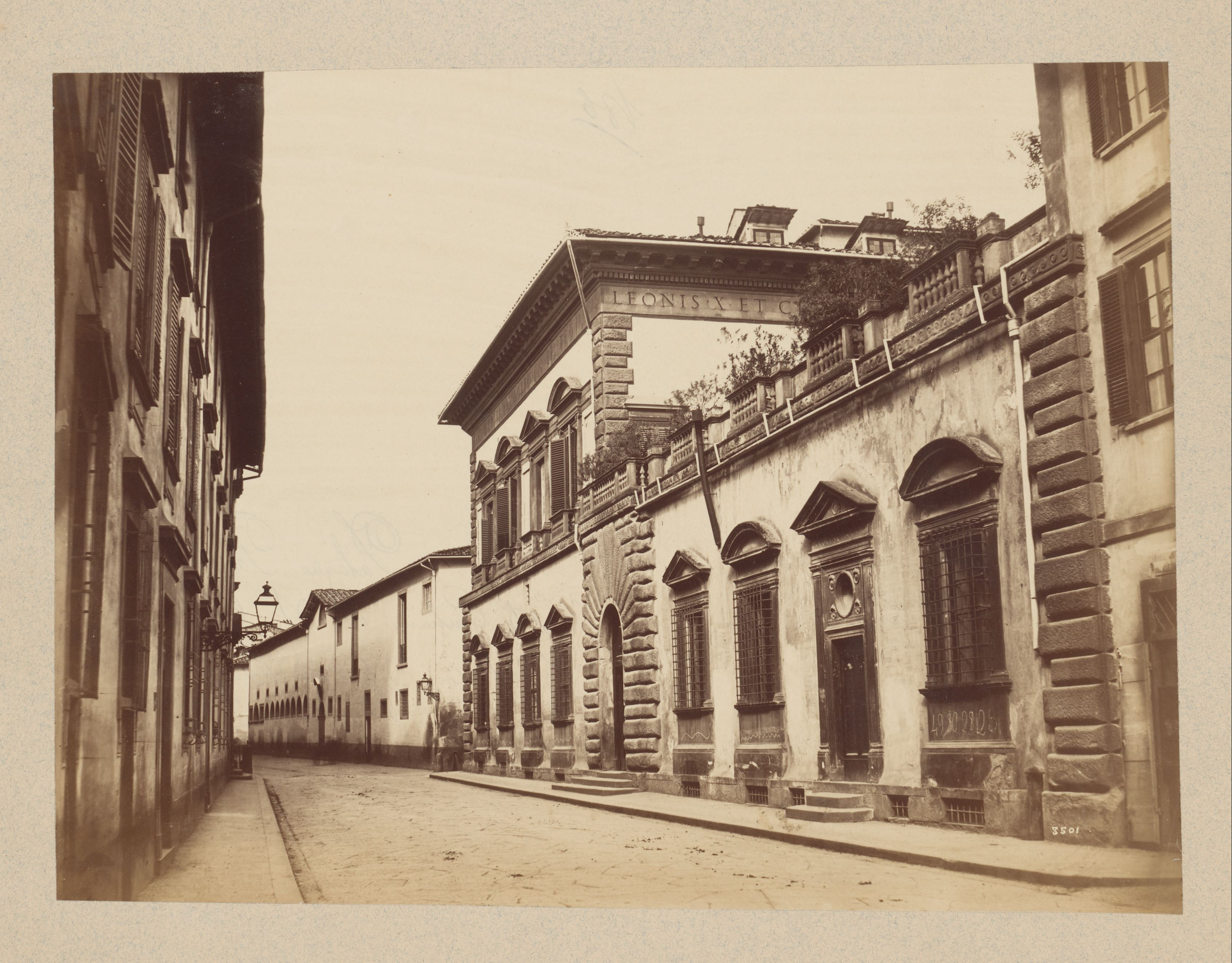
Una foto di palazzo Pandolfini verso il 1860, dove si vede ancora la posta dell'oratorio di San Silvestro

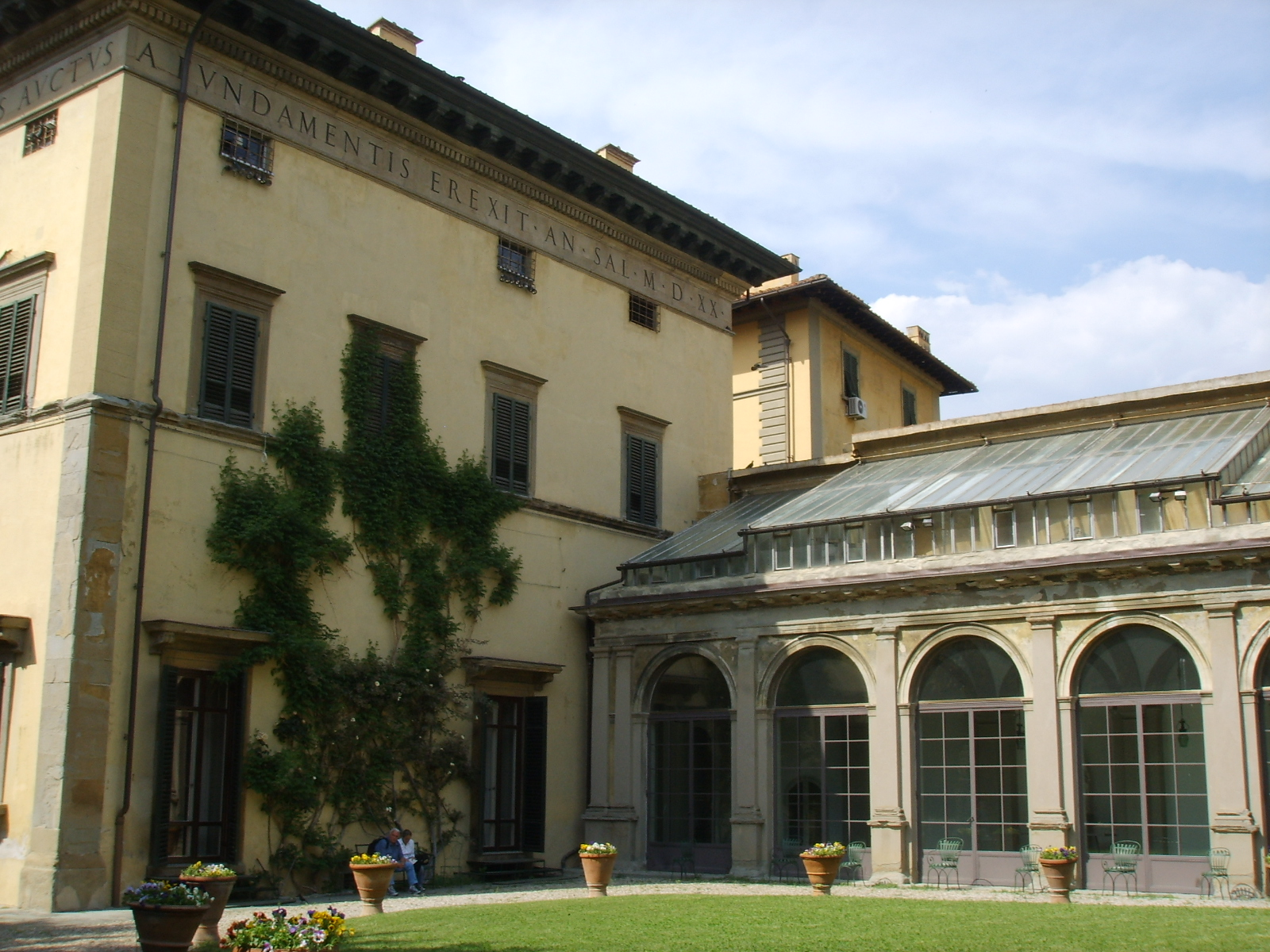
Prospetto interno del palazzo con la loggetta-limonaia

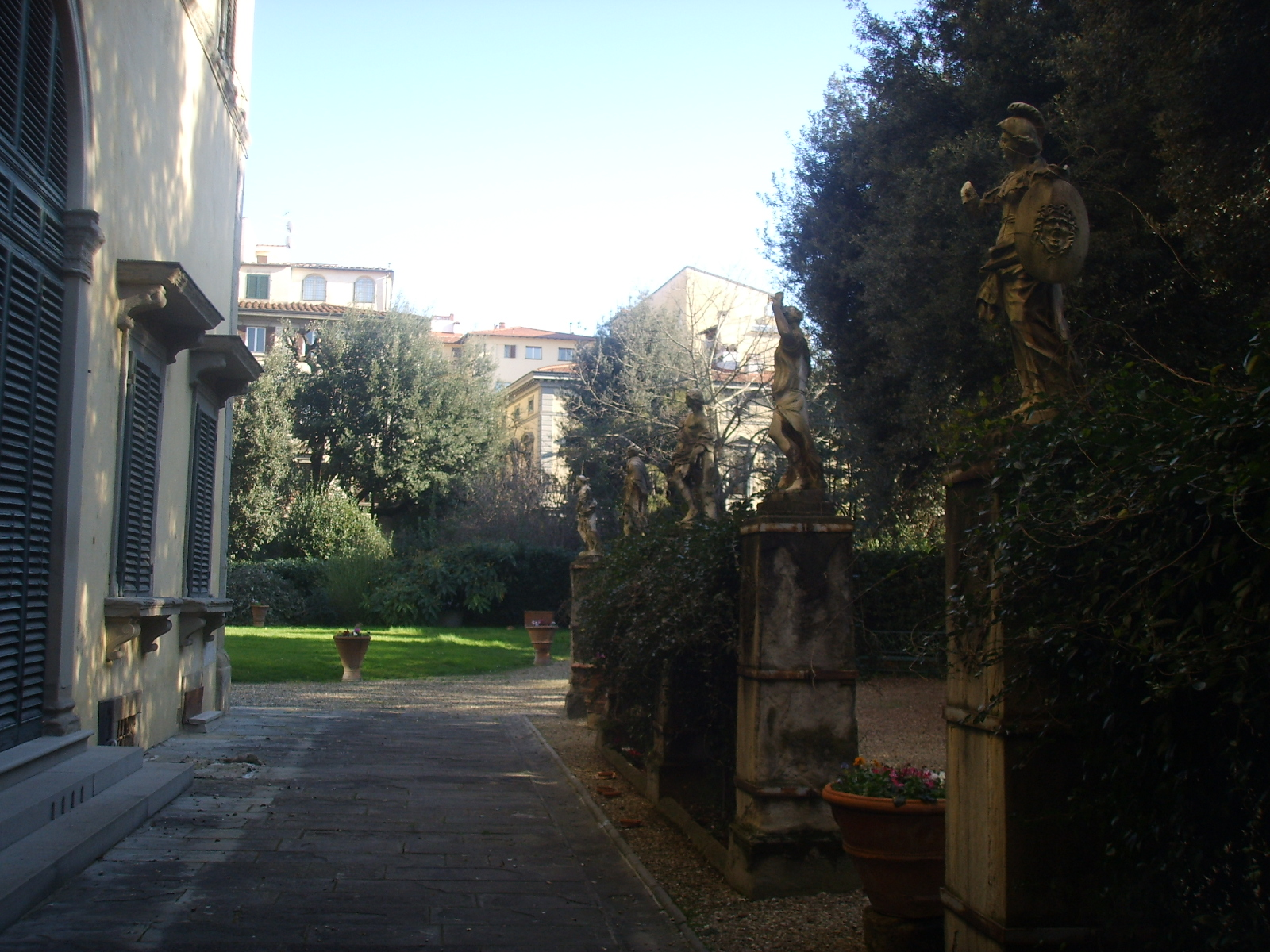
Il giardino decorato da statue

All'interno della lunga e complessa storia dell'edificio si segnala come questo abbia ospitato, negli anni di Firenze Capitale (1865-1871) e della proprietà Nencini, l'ambasciata del Brasile in Italia.
Dal 1870 al 1885 circa fu Alessio Pandolfini a procedere alla ristrutturazione del palazzo tramite l'architetto Cesare Fortini. Venne modificata la scala e fu sostituita la porta esterna dell'antico oratorio di San Silvestro con una finestra uguale alle altre, così che il piccolo luogo di culto divenne esclusivamente la cappella privata di famiglia. In seguito l'edificio venne sconsacrato e vi fu costruito al suo posto un ingresso collegato all'androne del grande portale monumentale alla romana; gli arredi sacri vennero trasferiti nella vicina chiesa di San Giovanni dei Cavalieri, e un affresco con la Madonna col Bambino e santi, riferibile ad Andrea di Bonaiuto, venne collocato in un tabernacolo all'angolo tra via San Gallo e via delle Ruote.
La moglie del Conte Alessio, Sofronia Stibbert, si dedicò all'abbellimento del giardino e divenne lei stessa un'esperta giardiniera. Sono famose le sue collezioni di camelie e cinerarie, di cui alcune rarità botaniche furono premiate alla fine dell'800 dalla Società Botanica dell'Orticultura. Il figlio Roberto per la moglie Beatrice Corsini costruì una serra per le orchidee sopra al giardino d'inverno, che fu l'ultima modifica apportata alla splendida residenza dei Pandolfini.
Per quanto riguarda gli interventi di restauro si ricorda un cantiere tra il 1874 e il 1875 (peraltro segnalato da un'iscrizione sulla bozza di una terrazza), seguito da altri interventi di ripristino della gronda (1900) e della balaustrata (1925). Nel 1942, a seguito di ulteriori interventi di ripristino, fu demolito un torrino ottocentesco costruito sul tetto. Al 1956 sono documentati lavori alla facciata, ripresi e finiti nel 1965-1966. Il palazzo è stato poi oggetto di un ulteriore intervento di restauro alle facciate nel 1994-1996 su progetto dello studio di architettura Gurrieri Associati (direzione dei lavori dell'architetto Maurizio De Vita), finalizzato al rifacimento degli intonaci deteriorati e al consolidamento e alla reintegrazione degli elementi lapidei, per iniziativa di Filippo Pandolfini padre degli attuali proprietari Roberto e Niccolò. L'intervento, premiato dalla Fondazione Giulio Marchi, è ampiamente documentato nei metodi e nei materiali impiegati nella pubblicazione edita dalla stessa Fondazione nel 1997.
Il palazzo appare nell'elenco redatto nel 1901 dalla Direzione Generale delle Antichità e Belle Arti, quale edificio monumentale da considerare patrimonio artistico nazionale.

## Descrizione
Il palazzo è di impostazione tipicamente romana, ma adattata per la realtà di Firenze, con un insieme maestoso e solenne, ma al tempo stesso sobrio e armonico.
Molto controversa è la questione di quanto il progetto originale di Raffaello corrisponda all'aspetto odierno; può darsi che sia stato modificato dai Sangallo, ma anche che lo stesso urbinate avesse previsto l'originale soluzione di un palazzo a due soli piani (piano terra e piano nobile) invece dei canonici tre. La facciata su via Salvestrina, probabilmente la prima ad essere terminata e databile forse precedentemente al 1520, in origine presentava (come documentato dalle indagini termografiche svolte nel 1984) cinque o sei finestre crociate fra cui le tre attuali.
Per quanto riguarda l'edificio nel suo insieme, "il corpo di fabbrica, formante angolo, è a due piani, con alterne finestre a timpano triangolare e curvo (quelle al piano superiore a balcone e fiancheggiate da semicolonne); robusta bugnatura angolare; poderoso cornicione a mensole sopra un'alta fascia con scritta a grandi lettere" (Firenze 1974).
Il bugnato in pietra serena e pietra bigia evidenzia gli spigoli, mentre la facciata principale, su via San Gallo, è intonacata color ocra, con i dettagli architettonici che vi "emergono" sottolineati dall'uso della pietra bigia: la serie delle eleganti finestre timpanate, e al primo piano dotate anche di balaustra e affiancate da semicolonnine; la cornice marcapiano, il fregio all'altezza degli architravi delle finestre e il maestoso cornicione, sotto il quale spicca l'iscrizione a lettere cubitali che si svolge lungo tutto il perimetro dell'edificio:
Un marcapiano decorato fascia senza soluzione di continuità la palazzina. Questo divide il piano nobile dal pian terreno sul lato a due livelli e costituisce l'appoggio visvo per la terrazza ed i balconcini sul lato destro della facciata. Sul portale a bugnato rustico si innalza un balcone più grande.
La facciata interna del giardino è decorata da una loggia che rappresentava l'ingresso originario del palazzo.
Non è chiaro se il portale, che oggi dà sul giardino, dovesse trovarsi al centro di una facciata di dimensioni ben più grande, con un corpo di fabbrica di dimensioni raddoppiate. Lo stesso Vasari parlava di un progetto alla sua epoca incompleto. Inoltre la prima raffigurazione iconografica del palazzo come lo si vede oggi risale solo al 1779, mentre planimetrie più antiche non riportano una pianta come quella attuale. In ogni caso il fabbricato alla destra del portone non risale che ad un'aggiunta databile tra il 1731 e il 1783, che riprese lo stile della parte più antica. Questa porzione, originariamente con un semplice muro di cinta come è proprio degli orti fiorentini, compare nelle forme attuali solo tardivamente (per la prima volta è documentata in una pianta del 1855), ed è quindi da ritenersi un completamento del corpo laterale contenente il grande portale bugnato originale, probabilmente databile al Settecento, come del resto conferma la diversa qualità e la lavorazione della pietra utilizzata.
Nonostante l'irregolarità il palazzo è degno di ammirazione, con la terrazza scoperta all'altezza del primo piano che dà respiro e ampiezza a un quartiere nobile non particolarmente vasto. Per quanto concerne il corpo principale della fabbrica, fatti salvi alcuni interventi ottocenteschi volti al ripristino di elementi degradati, questo non ha subito sostanziali modifiche.
Molti dei pezzi del mobilio e delle decorazioni sono originali del XVI secolo.

### Il giardino

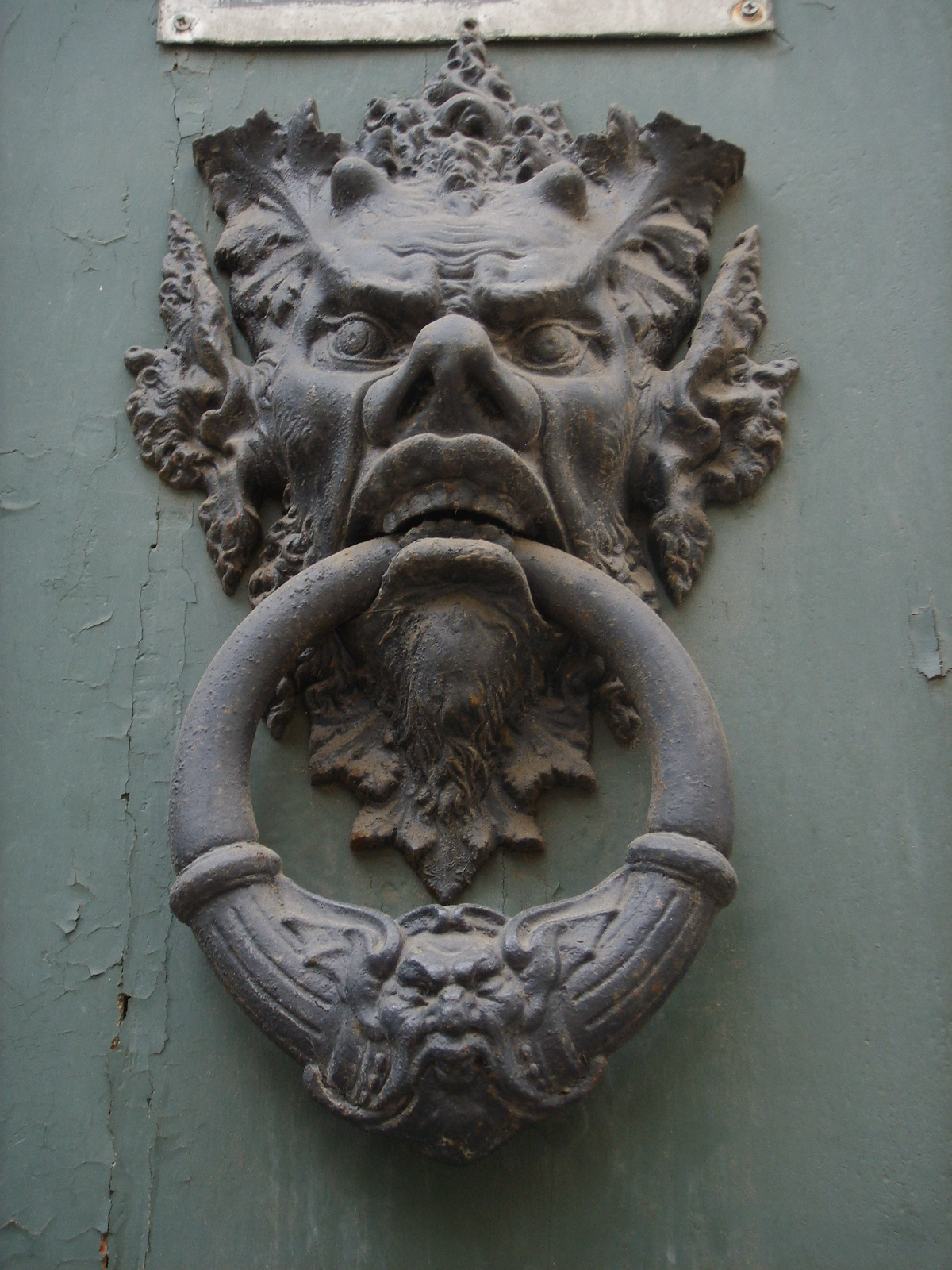
Battente della porta del giardino

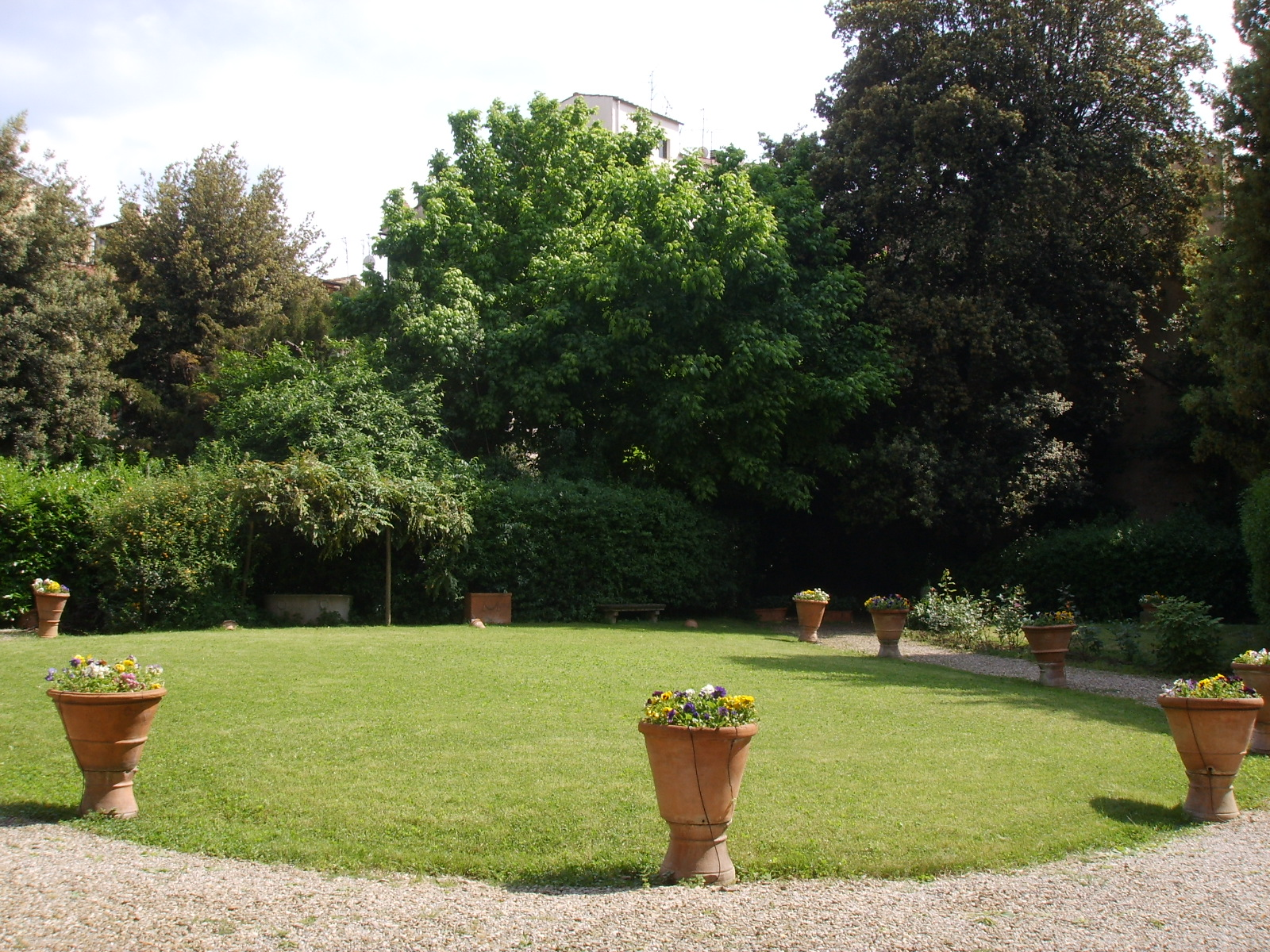
Il giardino odierno

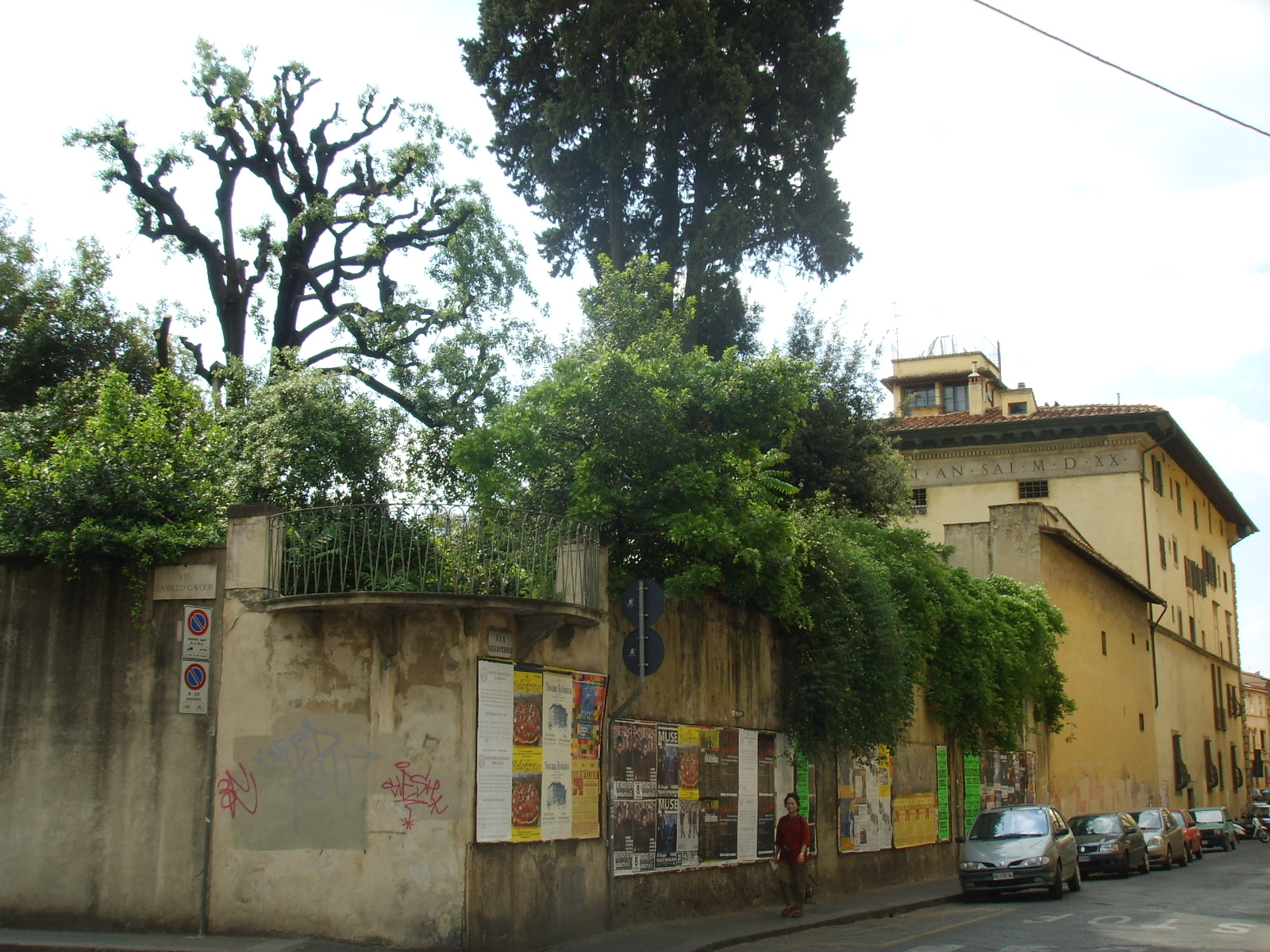
Veduta esterna del giardino

Il giardino cinquecentesco è descritto dal poeta Benedetto Varicensio nel 1525, che parla di un ambiente ombroso decorato da una fontana con giochi d'acqua, un prato e alcuni alberi di arancio.
Ai primi dell'Ottocento sopravviveva ancora l'impostazione come giardino all'italiana, articolato in due parti quadrangolari: una più piccola su via San Gallo e una più grande tra via Salvestrina e via Cavour. La vasca con puttino, elemento decorativo di raccordo tra le due sezioni, si trova oggi nell'atrio di ingresso del palazzo. Nel giardino "grande", diviso in quattro aiuole, esisteva una collinetta artificiale al centro, con un boschetto di cedri e limoni, una ragnaia di alloro e lecci, uno stanzone-limonaia, alberi da frutto e viti sistemate a spalliera.
La trasformazione a parco all'inglese risale verosimilmente all'inizio del XIX secolo, dopo che Eleonora Pandolfini nel 1806 ne prese proprietà. La prima testimonianza del nuovo assetto risale al 1876, ma i lavori dovettero avvenire tra il 1830 e il 1840. Nel 1853 venne creato il giardino d'inverno, come una loggia chiusa da vetrate, tuttora addossato al muro di cinta lungo via Salvestrina. Oggi è dominato da un prato centrale, circondato da siepi ed alberi ad alto fusto, che nascondono i muri perimetrali, dal palazzo e dalla loggia della limonaia. Sull'asse del portone su via San Gallo si trovano una fila di statue decorative in marmo, con soggetti mitologici.